# Colobothea fasciata
Colobothea fasciata är en skalbaggsart som beskrevs av Bates 1865. Colobothea fasciata ingår i släktet Colobothea och familjen långhorningar.
Artens utbredningsområde är Paraguay. Inga underarter finns listade i Catalogue of Life.